# USS Smalley (DD-565)
USS Smalley (DD-565) là một tàu khu trục lớp Fletcher được Hải quân Hoa Kỳ chế tạo trong Chiến tranh Thế giới thứ hai. Nó là chiếc tàu chiến đầu tiên của Hải quân Mỹ được đặt theo tên Thiếu úy Hải quân Anthony A. Smalley (1836-1894), người tham gia cuộc Nội chiến Hoa Kỳ. Nó hoạt động cho đến hết Thế Chiến II, được cho xuất biên chế năm 1947 nhưng nhập biên chế trở lại năm 1951 và tiếp tục phục vụ trong Chiến tranh Triều Tiên. Nó ngừng hoạt động năm 1957, rút đăng bạ năm 1965 và bị bán để tháo dỡ năm 1966. Nó được tặng thưởng ba Ngôi sao Chiến trận do thành tích phục vụ trong Thế Chiến II, và thêm một Ngôi sao Chiến trận khác tại Triều Tiên.

## Thiết kế và chế tạo
Smalley được đặt lườn tại xưởng tàu của hãng Seattle-Tacoma Shipbuilding Corporation ở Seattle, Washington vào ngày 14 tháng 2 năm 1943. Nó được hạ thủy vào ngày 27 tháng 10 năm 1943; được đỡ đầu bởi cô Lina A. Mayo; và nhập biên chế vào ngày 31 tháng 3 năm 1944 dưới quyền chỉ huy của Hạm trưởng, Trung tá Hải quân P. H. Horn.

## Lịch sử hoạt động

### Thế Chiến II
Sau khi hoàn tất chạy thử máy, Smalley cùng một tàu khu trục khác lên đường vào ngày 7 tháng 6 năm 1944 hộ tống ba tàu chuyển quân đi sang khu vực quần đảo Hawaii, đi đến Trân Châu Cảng vào ngày 11 tháng 7. Đến ngày 28 tháng 7, thủy thủ đoàn sắp hàng danh dự dọc mạn tàu trong khi Tổng thống Franklin D. Roosevelt tiến vào Trân Châu Cảng bên trên tàu tuần dương hạng nặng Baltimore. Sang ngày 8 tháng 8, nó lên đường đi sang khu vực quần đảo Aleut. Vào ngày 21 tháng 11, nó bắn phá nhiều mục tiêu khác nhau cùng một đường băng trên đảo Matsuwa thuộc quần đảo Kuril, còn trong quyền kiểm soát của Nhật Bản; trong đợt bắn phá này nó đã tiêu tốn 466 quả đạn pháo 5 inch. Chiếc tàu khu trục còn tiến hành ba đợt bắn phá tương tự, trước khi được lệnh quay trở về quần đảo Hawaii vào ngày 18 tháng 4 năm 1945.
Vào ngày 11 tháng 5, Smalley tham gia cùng các tàu khu trục USS Rowe (DD-564) và USS Stoddard (DD-566) để hộ tống chiếc tàu sân bay USS Ticonderoga (CV-14) đi đến đảo san hô Ulithi. Một tuần sau đó, máy bay từ chiếc tàu sân bay đã tấn công đảo Taroa; và trong trận không kích này, Smalley đã cứu vớt một phi công của một máy bay ném bom-ngư lôi bị bắn rơi. Sang ngày 4 tháng 6, nó đi đến ngoài khơi Okinawa để hỗ trợ cho việc chiếm đóng hòn đảo bị tranh chấp căng thẳng này. Nó được phân nhiệm vụ cột mốc radar, bao gồm việc tuần tra chống tàu ngầm và bảo vệ phòng không cho khu vực vận chuyển. Sau đó đội của nó tham gia cuộc tấn công lên chính quốc Nhật Bản, càn quét mặt biển, tuần tra chiến đấu trên không, trinh sát và bắn phá bờ biển. Hoạt động bắn phá cuối cùng của nó diễn ra vào ngày 23 tháng 7, khi nó nả pháo xuống Chichi-jima.
Smalley quay trở về Hoa Kỳ vào tháng 10 năm 1945; và đến tháng 1 năm 1947, nó được cho xuất biên chế, được đưa về Hạm đội Dự bị Đại Tây Dương neo đậu tại Xưởng hải quân Charleston.

### Chiến tranh Triều Tiên và sau đó
Sự kiện Chiến tranh Triều Tiên nổ ra đã khiến Smalley được cho nhập biên chế trở lại vào ngày 3 tháng 7 năm 1951. Sau khi huấn luyện ôn tập tại vịnh Guantánamo, Cuba, nó lên đường đi đến Newport, Rhode Island, cảng nhà mới của nó, vào ngày 10 tháng 12. Chiếc tàu khu trục trải qua suốt năm 1952 thực hành huấn luyện, bảo trì và hiệu chỉnh thiết bị; và sau một đợt sửa chữa tại Xưởng hải quân Boston vào mùa Xuân năm 1953, nó lên đường vào ngày 19 tháng 5 để đi sang Triều Tiên. Đi đến khu vực chiến sự vào ngày 2 tháng 7, nó hoạt động canh phòng máy bay cho tàu sân bay USS Princeton (CV-37), rồi tiếp tục hoạt động cùng Lực lượng Đặc nhiệm 77, khi máy bay của lực lượng này tiến hành các cuộc không kích "Cherokee" nổi tiếng, cho đến khi ký kết hiệp định ngừng bắn vào ngày 27 tháng 7 năm 1953.
Smalley ở lại vùng chiến sự trước đây cho đến đầu tháng 11, thực hiện nhiều nhiệm vụ khác nhau như vận chuyển 110 binh lính Thủy quân Lục chiến từ Sasebo, Nhật Bản đến Pusan, Triều Tiên, cũng như trợ giúp một tàu đánh cá Nam Triều Tiên gặp tai nạn, cứu vớt được 29 người. Chiếc tàu khu trục rời Viễn Đông vào tháng 11 năm 1953 để quay trở về nhà, đi ngang qua Hong Kong, Singapore, Ceylon, Ả Rập Xê Út, Aden, Port Said, Piraeus, Cannes và Gibraltar trước khi về đến Newport vào ngày 15 tháng 1 năm 1954.
Smalley ở lại cảng nhà tại Newport, Rhode Island cho đến tháng 7 năm 1955, khi nó lên đường cho một chuyến đi sang Bắc Âu và Địa Trung Hải. Nó đã viếng thăm Anh Quốc, Đan Mạch, Phần Lan, Scotland, Tây Ban Nha, Pháp và Thổ Nhĩ Kỳ, tập trận phối hợp cùng tàu chiến của Hải quân Hoàng gia Đan Mạch và Hải quân Hoàng gia Anh, trước khi lên đường vào ngày 15 tháng 11, và về đến Newport vào ngày 28 tháng 11.
Trong năm 1956, Smalley hoạt động tại vùng biển Caribe, tiếp nối bởi một giai đoạn bảo trì trong ụ tàu. Sang năm 1957, nó rời Newport cho một chuyến đi biểu dương lực lượng của Lực lượng Trung Đông tại các cảng dọc theo bờ Đông Châu Phi và dọc theo bờ vịnh Ba Tư. Trên đường đi, chiếc tàu khu trục ghé viếng thăm Sierra Leone, Cape Town và Mombasa, Kenya trước khi đi đến Karachi, Pakistan vào ngày 10 tháng 2. Sau hia chuyến khứ hồi đến Bahrain thuộc vùng vịnh Ba Tư, nó rời khu vực vào tháng 4, quay trở về nhà ngang qua Mombasa, Cape Town, Freetown và Sierra Leone.
Vào ngày 12 tháng 6 năm 1957, Smalley đi vào ụ tàu tại Xưởng hải quân Charleston, và đến ngày 23 tháng 8, nó rời cảng nhà để đi đến Xưởng hải quân Philadelphia. Nó được cho xuất biên chế tại đây và được đưa về Hạm đội Dự bị Đại Tây Dương. Con tàu bị bỏ không tại Philadelphia cho đến khi tên nó được rút khỏi danh sách Đăng bạ Hải quân vào ngày 1 tháng 4 năm 1965 và được bán cho hãng Norfolk Shipbuilding and Drydock Corporation để tháo dỡ.

## Phần thưởng
Smalley được tặng thưởng ba Ngôi sao Chiến trận do thành tích phục vụ trong Thế Chiến II, và thêm một Ngôi sao Chiến trận khác trong Chiến tranh Triều Tiên.